# Тирлич-свічурник

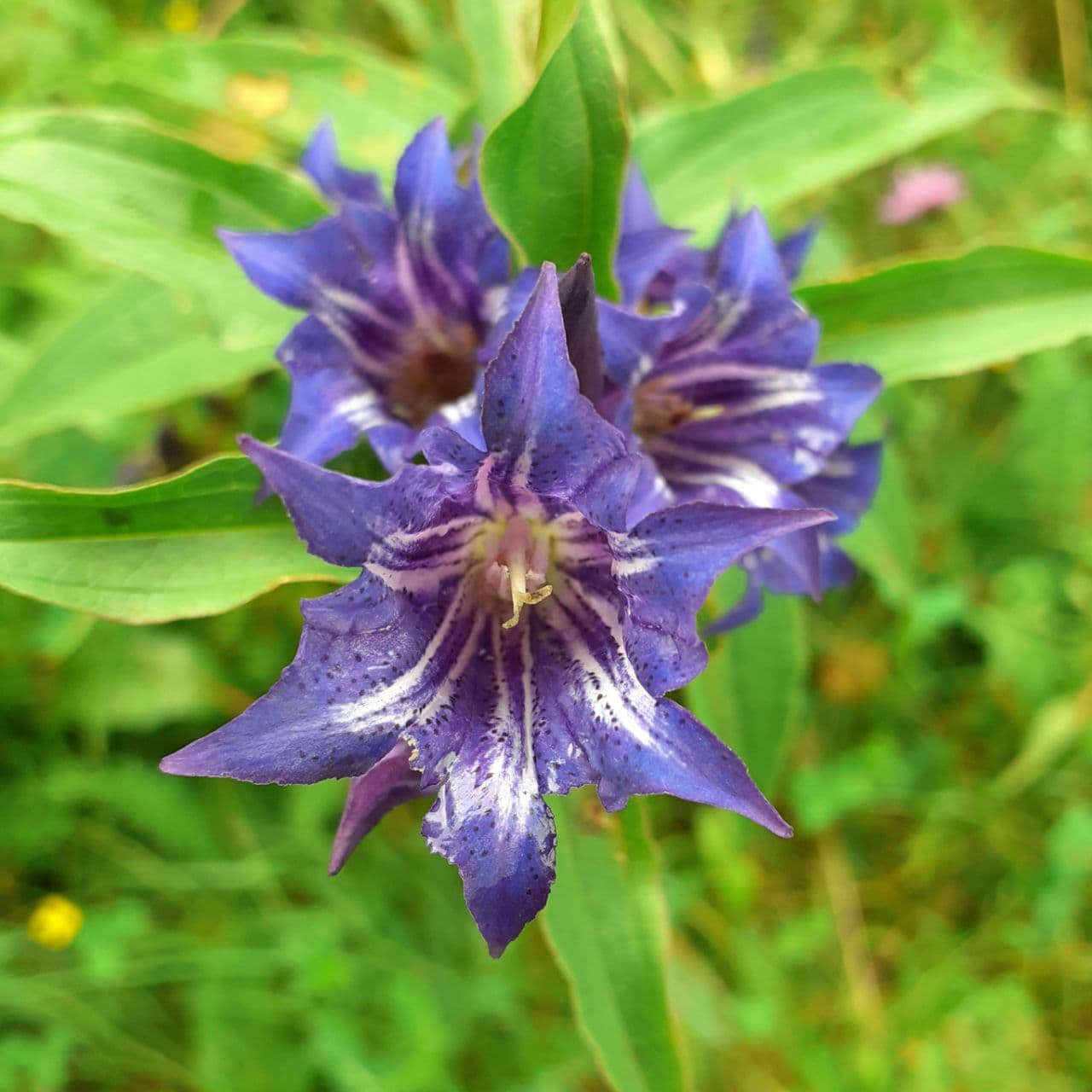
Тирлич ваточниковидний у Карпатах, серпень 2021

Тирлич-свічурник, тирлич ваточниковий, тирлич ваточниковидний (Gentiana asclepiadea) — багаторічна трав'яниста рослина родини тирличевих.

## Опис
Стебло прямостояче, просте, 30—60 см заввишки, густо вкрите листям. Листки супротивні, яйцюваті або серцеподібно-ланцетні, цілокраї, 5—8 см завдовжки і 3—5 см завширшки, з 5(7) виразними поздовжніми жилками, на верхівці довгозагострені; нижні листки короткочерешкові, верхні — сидячі. Квітки правильні, двостатеві, одиничні або по 2—3 в пазухах верхніх листків; чашечка дзвоникоподібна, майже в 3 рази коротша за віночок, з вузьколанцетними або лінійними зубцями; віночок дзвоникоподібний, синій з темнішими плямочками, до основи звужений, 35–50 мм завдовжки, з п'ятилопатевим відгином (лопаті трикутно-яйцювато-ланцетні, загострені). Плід — видовжена коробочка. Цвіте у серпні — вересні.

## Поширення
Тирлич-свічурник в Україні росте в Карпатах і зрідка на Розточчі — Опіллі на луках, узліссях, у лісах та серед чагарників.

## Заготівля і зберігання
Для виготовлення ліків використовують коріння (див. статтю про тирлич жовтий) і траву (див. статтю про тирлич хрещатий) тирличу ваточниковидного. Рослина неофіцинальна.

## Хімічний склад
Хімічний склад коріння тирличу ваточниковидного подібний до хімічного складу коріння тирличу жовтого. Трава тирличу ваточниковидного містить ті самі речовини, але в меншій кількості. Фармакологічні властивості і використання, лікарські форми і застосування — усе так, як для виду тирлич жовтий. В аналогічних випадках використовують і настій сушеної трави тирличу ваточниковидного (1 столову ложку сировини настоюють 2 години в 500 мл окропу і п'ють по півсклянки 4 рази на день до їди). Крім того, настій сушеної трави тирличу ваточниковидного дають усередину при запаленні й піску в нирках і сечовому міхурі, при мізерних і болісних місячних, істерії, кашлі, загальній слабості, запамороченні, туберкульозі, кровохарканні, геморої, золотусі й подагрі та як засіб, що сприяє збільшенню молока у жінок, які годують груддю. У вигляді примочок настій трави застосовують для лікування ран, опіків і гнояків. Для лікування ран і гнояків використовують і настойку (1 частина свіжої трави на 10 частин міцної горілки).